# Савинці (Хмельницький район)

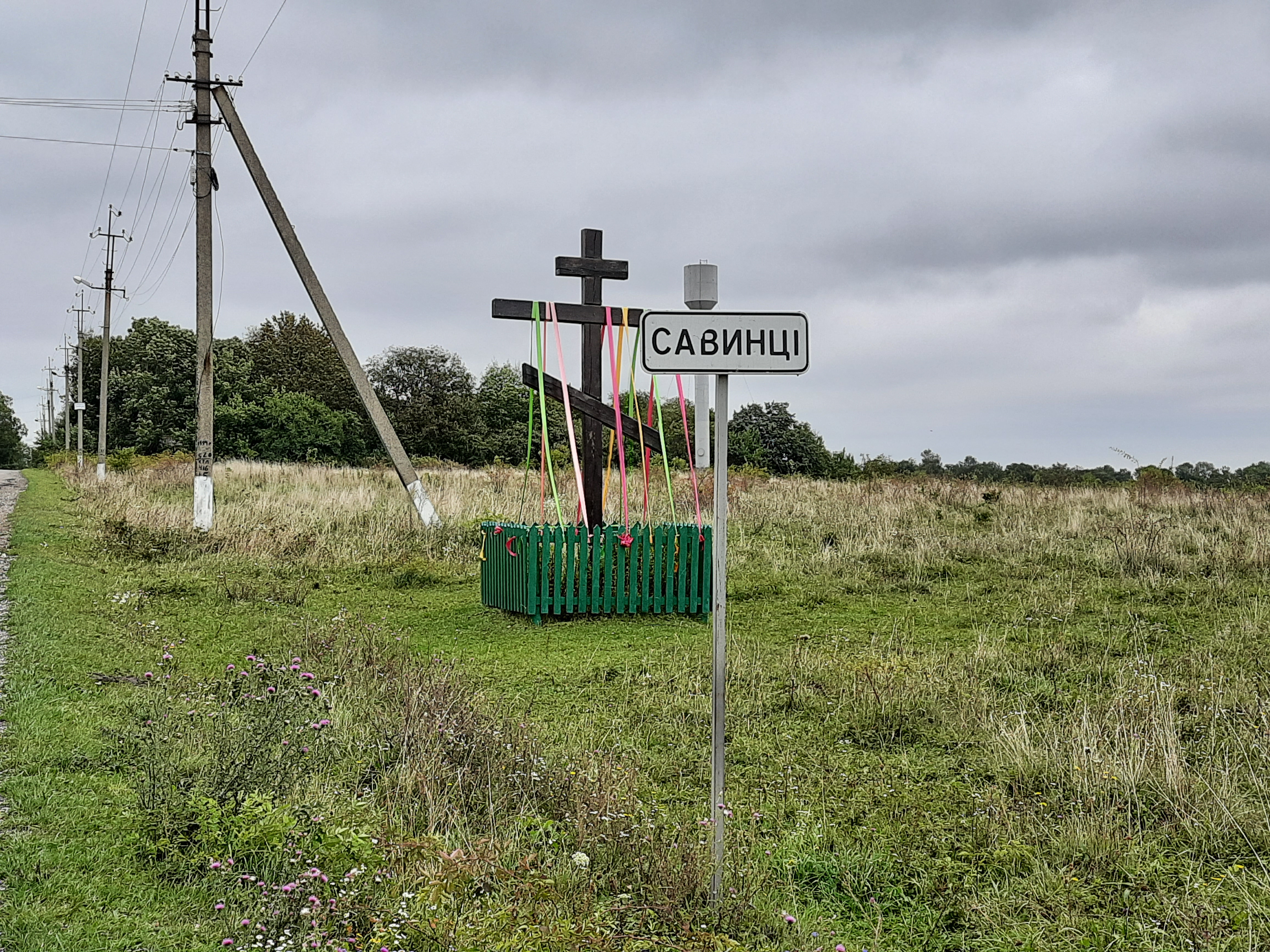
Дорожній знак при в'їзді в село

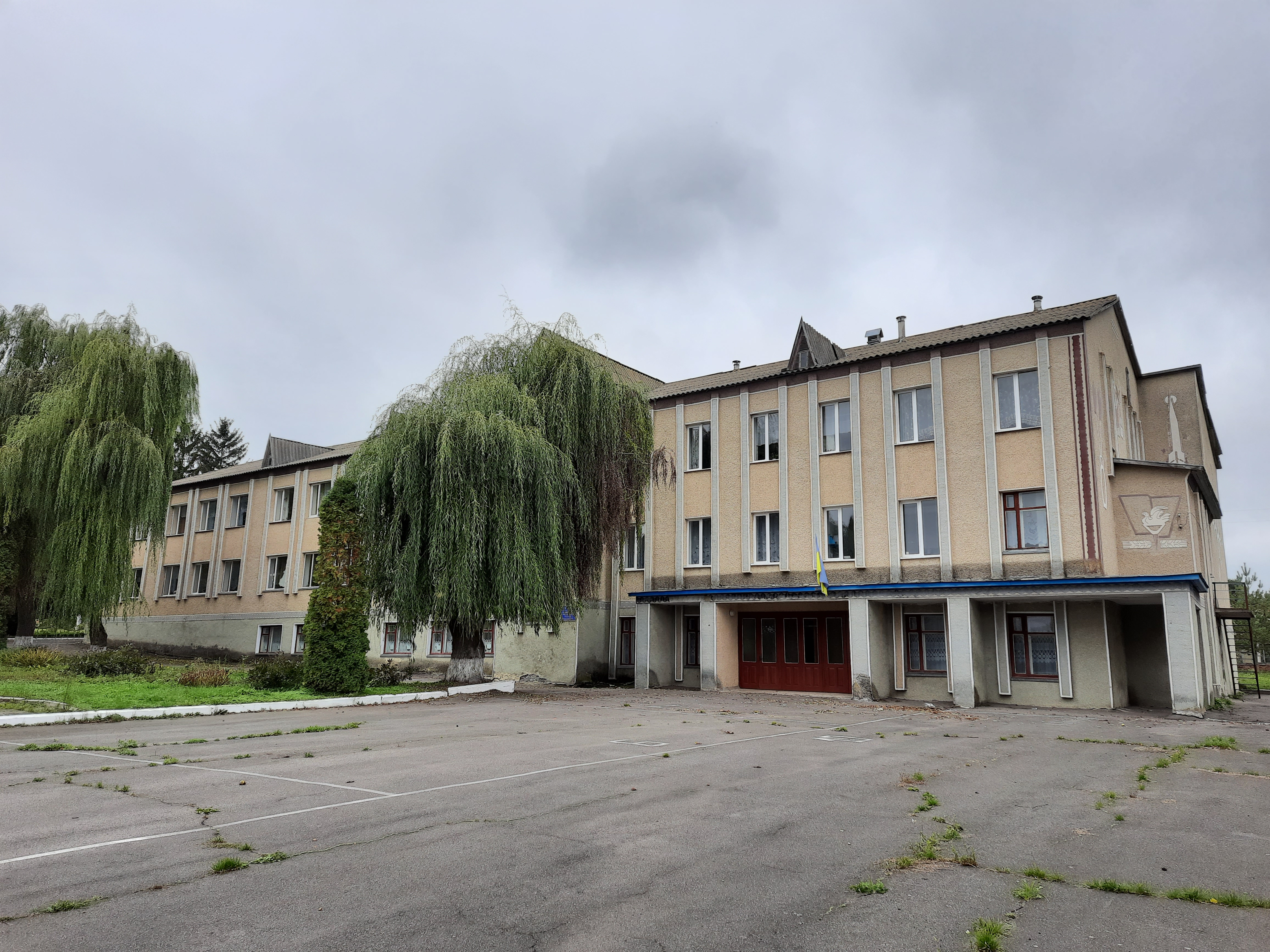
Школа

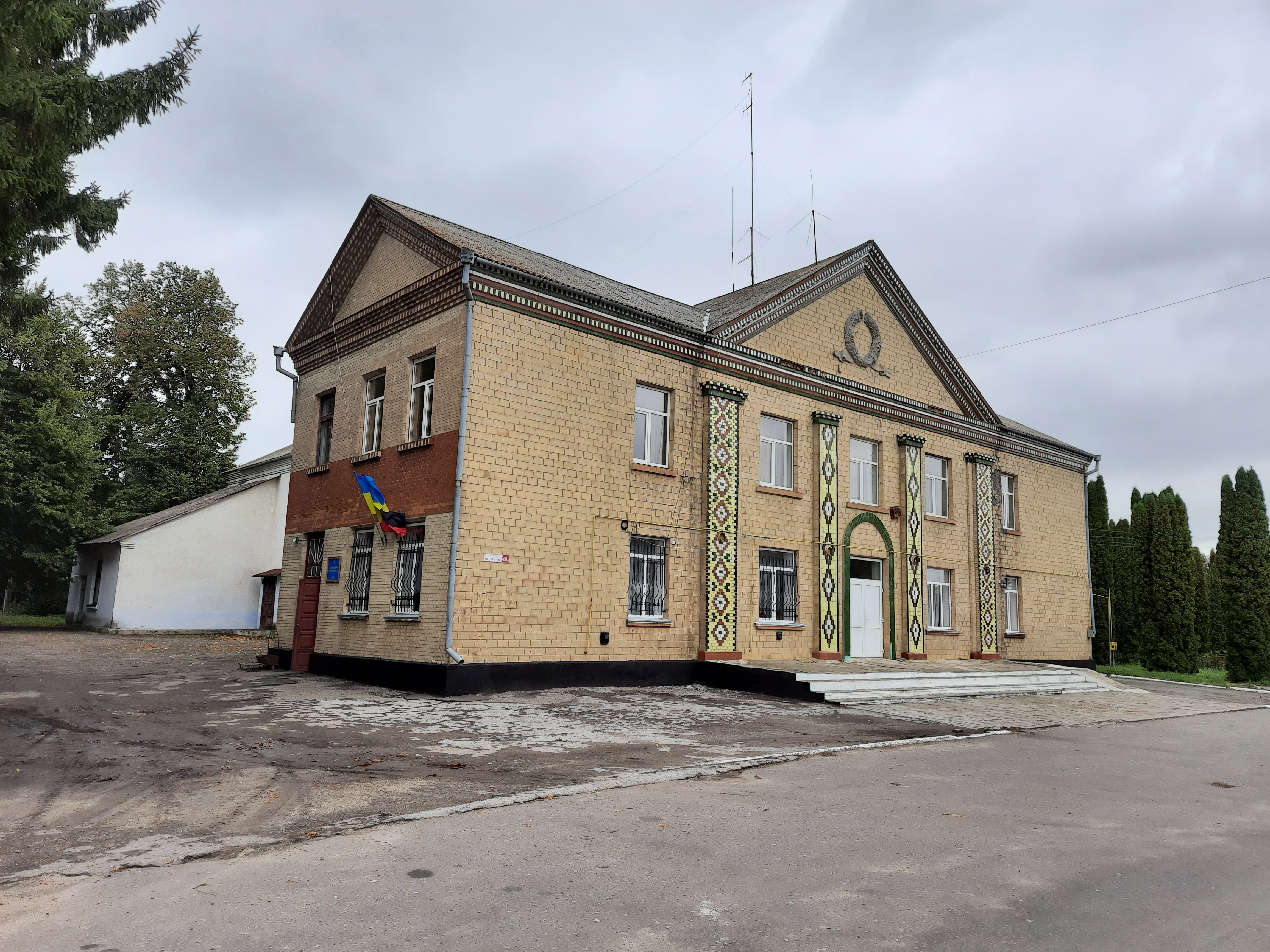
Будинок культури

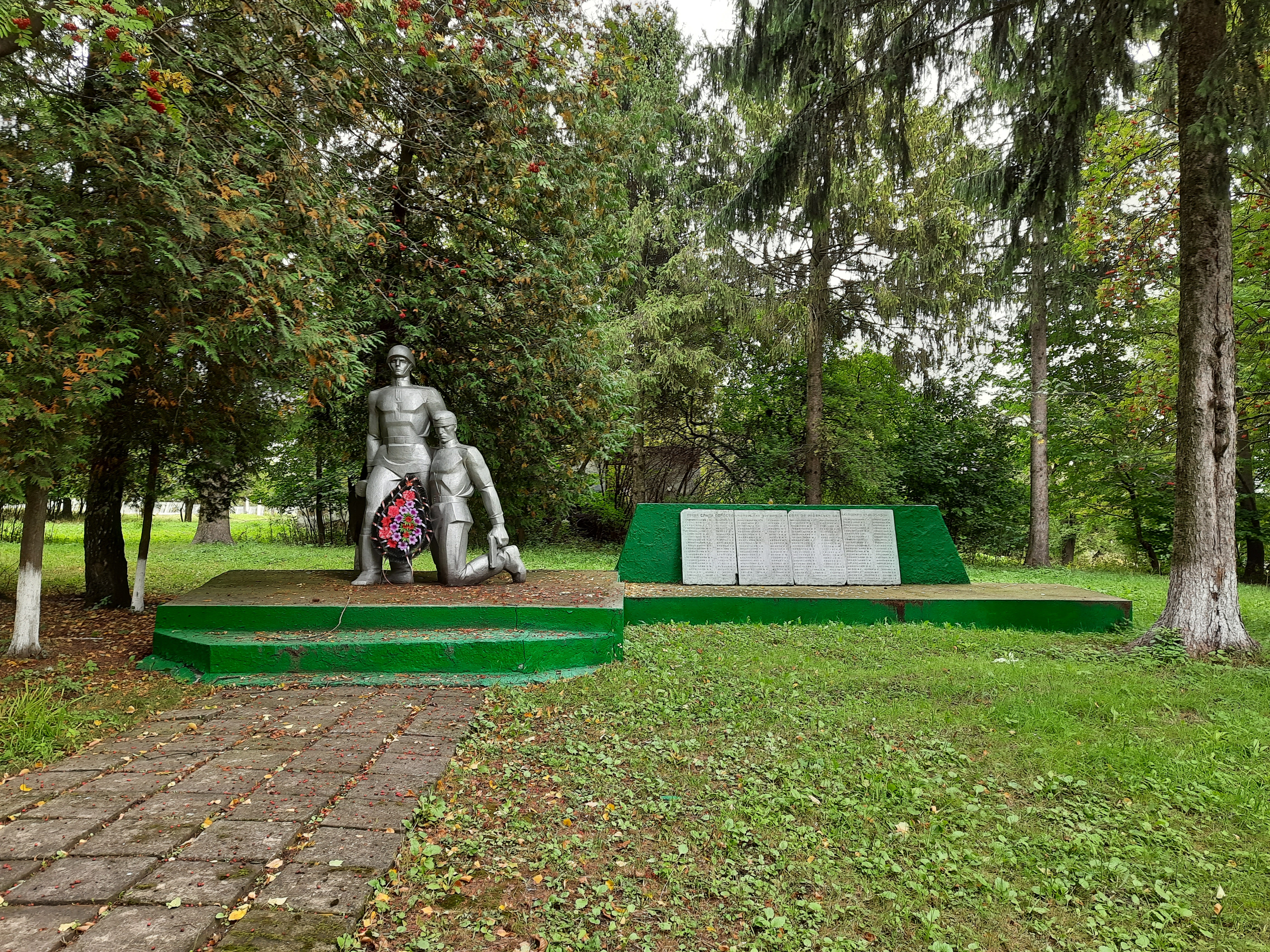
Пам'ятний знак на честь воїнів-односельців

Сави́нці — село в Україні, у Ярмолинецькій селищній громаді Хмельницького району Хмельницької області. Населення становить 813 осіб.

## Розташування
Савинці розташовані на межі з Дунаєвецьким районом, за 14 км від районного центру Ярмолинці та за 10 км від залізничної станції Дунаївці . Лежать у верхів'ї річки Студениця , яка бере початок із джерел біля сусіднього із Савинцями села Косогірка (теж Ярмолинецького району).
У часи Російської імперії Савинці, як зазначив, роблячи їхній опис Юхим Сіцінський, лежали у північно-східному кутку Кам'янецького повіту Подільської губернії.

## Історія
Савинці відомі з першої половини XVI століття. 1542 року в селі нараховувалося 2 плуги, 1565 року тут було вже 6 плугів. Належав маєток Ярмолинському та Міщовському. У 1578–1583 роках були частини, що належали Ярмолинським, Чолганським і Потоцькій. Хоча поселення було спустошене ворогами (ймовірно, татарами), але залишилося 6 плугів, або ланів.
У XVII столітті частина Савинців належала Ярмолінським. У другій половині цього століття поселення знову було спустошене під час козацьких війн, тож 1661 року тут не було жодного заселення.
У XVIII столітті Савинці належали Потоцьким, які, намагаючись підняти добробут поселення, виклопотали йому право іменуватися містечком. На початку XVIII століття Потоцькі сприяли будівництву в Савинцях оборонного замку, який 4 червня 1703 року було зруйновано. Це сталося внаслідок успішних дій селянсько-козацьких загонів під проводом Шпака (Федора Білоцького). Вони розбили під Савинцями польсько-шляхетське військо, яке очолював Ян Жигмунт Шепінг (пол. Jan Zygmunt Szeping), а далі оволоділи замком в Ярмолинцях .
На місці руїн замку коштом дідича Міхала Францішека Потоцького 1759 року було збудовано палац. 2 червня 1767 року під час Радомської конфедерації в містечку дідич Теодор Потоцький при допомозі козаків змусив підписатись під вимогами конфедератів 188 осіб. 16 листопада 1781 року в цьому палаці ночував останній король Речі Посполитої Станіслав Август Понятовський, коли повертався з Кам'янця-Подільського. Оскільки господар палацу був відсутній, короля гостинно приймав галицький каштелян Антоній Ліпінський. На пам'ять про перебування в Савинцях С. А. Понятовського на стіні палацу було встановлено пам'ятну дошку з відповідним написом .
Маєток (входив до складу Брацлавського повіту) належав Теодору Потоцькому; якийсь час тут проживав його син Адам (1776—1812) — полковник війська польського. 1820 року Савинцями володіла вдова Теодора Потоцького Кордуля з Коморовских Потоцька (у її володінні тут було 585 душ кріпаків чоловічої статі). Потім цей маєток дістався внучці Теодора Потоцького графині Адаміні Камєньській (доньці Адама Потоцького та Маріанни з Ростворовських, дружині полковника Миколая Камєньського; померла 1884 року). 1850 року Адаміна Камінська продала Савинці Косецьким.
Народне училище Міністерства народної освіти, відкрите 1885 року в селі, мало до 90 учнів. Раніше, від 1861 року, в Савинцях була церковна школа.
1889 року «Географічний словник Королівства Польського та інших слов'янських країв» зазначив, що ще кілька років тому в Савинцях був добрий оркестр із місцевих селян, який зостався з часів Потоцьких.
Як засвідчує «Пам'ятна книжка Подільської губернії на 1911 рік», у Савинцях тоді діяли два сільські училища. У першому з них учителями працювали Ганна Варфоломіївна Янченко та Римма Тимофіївна Товстицька, у другому — Йосип Йосипович Ястрембський. Законовчителем в обох училищах був священик Михайло Григорович Крижановський.
26 березня 1944  р. Савинці визволено від німецько-фашистської окупації.

### Подільські повстанці
Удосвіта 1 вересня 1922 року в село прибуло більше сотні повстанців Подільської групи під проводом полковника Якова Гальчевського. Вони майже два роки успішно боролися з більшовиками, але під їх тиском були змушені відступати до Польщі.
У Савинцях повстанці провели один день. «Тут селяни нас прийняли щиро-сердешно. Заховані в садках і стодолах, перебули ми так до вечора», — згадував Яків Гальчевський.
Після цього повстанці вирушили через Чемерівці до прикордонного на той час Гусятина.

## Символіка

### Герб
Щит скошений чотиридільно. У першій лазуровій частині, дамаскованій плетеною нитяною решіткою,  золоте сонце з шістнадцятьма променями. У другій і третій золотих протиобернені чорні рала. У четвертій червоній, дамаскованій плетеною нитяною решіткою, три золотих безанти, два і один. Щит вписаний в золотий декоративний картуш і увінчаний червоною мурованою короною. Унизу картуша напис "САВИНЦІ".

### Прапор
Квадратне полотнище поділене діагонально на чотири частини. На верхній синій візерунок з плетеної нитяної решітки, на якому жовте сонце з шістнадцятьма променями. На жовтих древковій і вільній чорні протиобернені рала. На нижній червоний візерунок з плетеної нитяної решітки, на якому три жовтих круга, два і один.

### Пояснення символіки
Дамаскування означає давні ткацькі промисли, що існували в селі, рала – землеробство. Безанти – стилізовані монети, що означають проведення в селі ярмарків.
На прапорі повторюються кольори і фігури герба.

## Церква у XVI—XIX століттях
Церква в Савинцях була вже в XVI столітті, оскільки в податкових списках за 1578—1583 роки згадується піп.
У XVIII столітті в Савинцях була дерев'яна греко-католицька церква в ім'я святої Параскеви, невідомо коли збудована. 1746 року при цьому храмі було 100 парафіян. Близько 1783 року будівля церкви згоріла. Пізніше місце, де вона стояла, відвели під садибу псаломщика.
Власник Савинців Т. Потоцький 1783 року заклав в іншому місці цегляну церкву. 1787 року будівництво ще не закінчилося, церкву вивели тільки до склепінь. Цей храм, незабаром закінчений, не приєднали до православ'я при загальному приєднанні до нього подільських греко-католиків. Церкву святої Параскеви захопив власник села і перетворив її на «придворний» костел. Замість забраного храму в Савинцях для православних селян збудували невеличку дерев'яну церкву в ім'я святого Іоанна Предтечі. Але місцеві парафіяни та священик стали домагатися, щоб їм повернули церкву святої Параскеви, захоплену поміщиком. Тільки 1841 року, за розпорядженням уряду, цю церкву повернули. Вона стала православною парафіяльною, але вже не в ім'я святої Параскеви, а в ім'я святого Миколая Чудотворця. Предтеченську же церкву розібрали (вона стояла там, де згодом розмістилася садиба священика). 1867 року на рахунок скарбниці звели кам'яну дзвіницю.
До парафії Свято-Миколаївської церкви села Савинці входило сусіднє містечко Фрампіль (нині село Косогірка Ярмолинецького району) та три савинецькі фільварки-ферми. За даними, опублікованими 1895 року Юхимом Сіцінським, парафіян у Савинцях було 789 чоловіків і 766 жінок, а у Фрамполі — 270 чоловіків і 249 жінок. Католиків же було 160 чоловіків і 144 жінки. 1898 року Фрампіль відійшов до парафії села Куяви (нині Соснівка Ярмолинецького району), яка 1897 року знову стала самостійною парафією.

### Священики
Священиками в Савинцях були:
- у 1721—1748 роках — Іоанн Гарасимович, рукопокладений 1721 року внаслідок презенти трембовельського старости Михайла Потоцького; був солобковським деканом;
- у 1748—1776 роках — Іоанн Кавзинський, або Каушинський; йому при вступі на парафію власник Савинців Михайло Потоцький видав ерекцію на церковні землі (30 днів оранки та 30 косарів);
- у 1776—1787 роках — Симеон Каушинський;
- від 1802 року — Яків Колтуновський;
- від 1814 року — Василь Білостоцький;
- від 1825 року — Михайло Голубович;
- від 1828 року — Ілія Думанський; про нього та його сім'ю детально розповіла Ольга Приходько в родинній хроніці «Прадід Ілія»;
- від 1861 року — Афанасій Пршемецький (зять попереднього священика).

## Савинці в образотворчому мистецтві
У Савинцях побував художник Наполеон Орда. 1871—1873 роками датуються два його малюнки олівцем, підмальовані аквареллю, на яких зображено палац Косецьких у селі: вигляд із боку дороги та вигляд із боку саду.

## Відомі уродженці
- народився підприємець Віктор Броніславович Петровський, який спеціалізується на випіканні хліба в Кам'янці-Подільському. Один із сортів хліба, що випікається на його підприємствах, він назвав «Савинецьким» — на честь рідного села [11].
- Гуменний Іван Володимирович — директор Бучацького радгоспу-технікуму
- Дев'ятова Софія Іванівна — радянська робітниця, Герой Соціалістичної Праці